# Villa Puccini

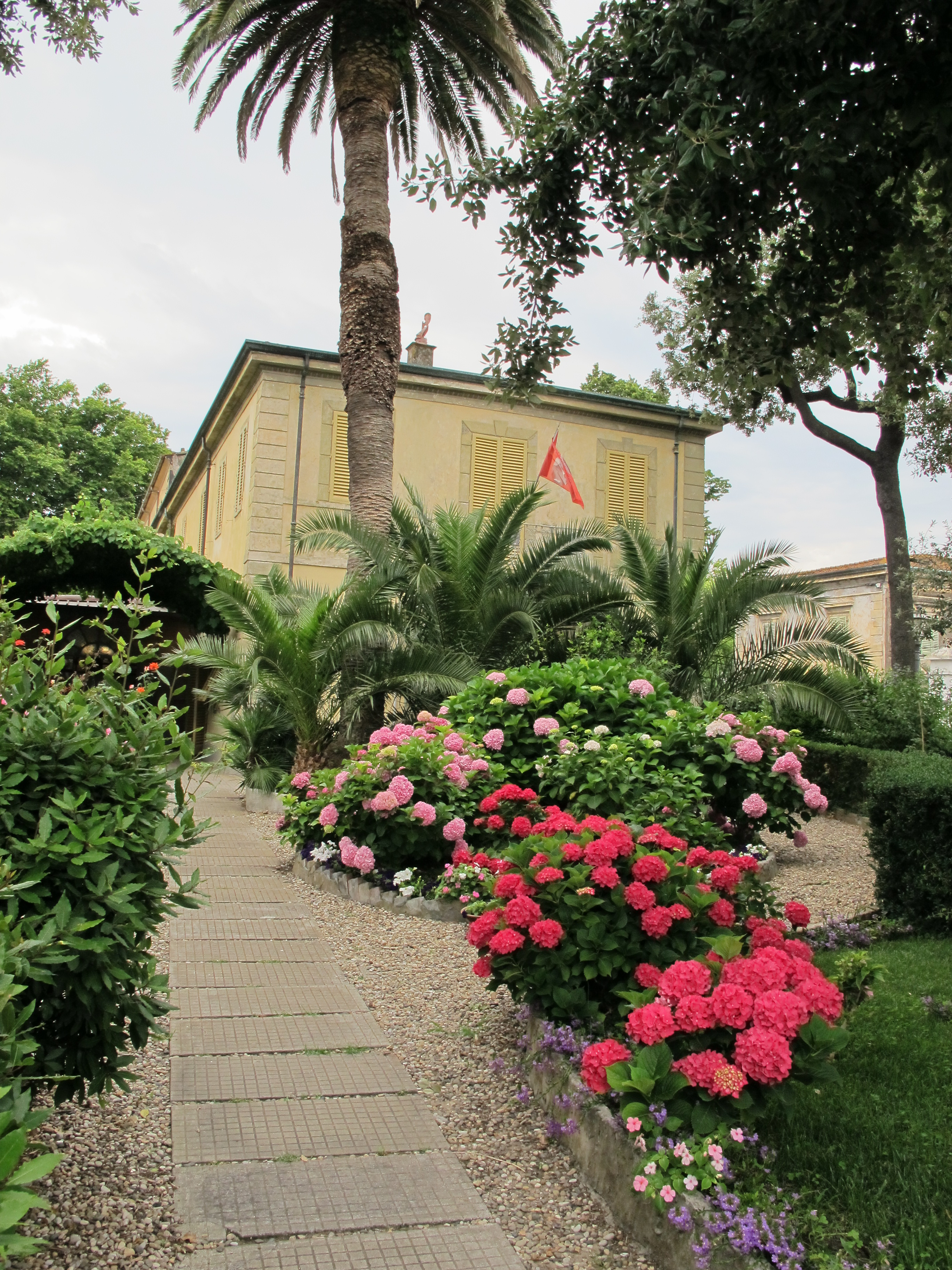
Vue du jardin

La Villa Puccini est un musée situé à Torre del Lago Puccini en Italie. Il est dédié au compositeur Giacomo Puccini et est aménagé dans la villa qu'il avait fait construire en 1899.

## Histoire
C'est dans cette villa que Puccini compose un grand nombre de ses œuvres, dont Manon Lescaut, La Bohème, Tosca, Madame Butterfly, La fanciulla del West, La rondine et Il trittico.
Les pièces de la villa sont aménagées telles qu'elles étaient à l'époque de Puccini. On y retrouve le piano sur lequel il travaillait, ainsi que différents portraits du compositeur, son masque funèbre, ses trophées de chasse et les armes qu'il utilisait dans l'exercice de sa passion. Des toiles de ses amis sont exposées dans la véranda.
La dépouille de Puccini, rapatriée de Bruxelles où il est mort en 1924, repose dans la petite chapelle.
Le musée appartient à la petite-fille du compositeur, Simonetta Puccini.